# Lucire
Lucire ist ein Mode-magazin das seit 1997 im Internet vertreten ist und seit 2004 gleichzeitig auch als Druckausgabe erscheint.
Herausgegeben wird das Magazin von Neuseeland aus. Das Magazin ist einer der wenigen Publikationen, die im Internet beginnend dann auch im Printbereich aktiv wurden. Simone Knol redigiert die Netzausgabe, Summer Rayne Oakes die gedruckte Ausgabe. Ein Teil des Erlöses wird für wohltätige Zwecke verwendet, u. a. für Tsunami-Opfer.
Als man sich für den Namen „Lucire“ entschied, war damit keine tiefere Bedeutung intendiert; erst später erfuhr die Redaktion, dass es sich um eine alte rumänische  Bezeichnung mit der Bedeutung „glitzern“ handelt und es auch ein ähnliches Wort im Spanischen („sich hervortun“) gibt.
Seit Mai 2005 existiert eine rumänische Print-Ausgabe, die von Mirella und Valentin Lapusca betreut wird. Auch Ausgaben für andere Länder sind geplant.